# Persea sphaerocarpa
Persea sphaerocarpa là loài thực vật có hoa trong họ Nguyệt quế. Loài này được (H.J.P.Winkl.) Kosterm. miêu tả khoa học đầu tiên năm 1962.